# 伊萨贝尔·多斯桑托斯
伊莎贝尔·多斯·桑托斯（Isabel dos Santos，1973年—），安哥拉总统若泽·爱德华多·多斯桑托斯的女儿。她是一名安哥拉商人，被《福布斯》认为是最富有的非洲女性以及安哥拉最有权力和最富有的女人。根据《福布斯》的研究，她在2013年的身家已经超过十亿美元，使她成为非洲历史上第一位女亿万富翁。

## 家庭及教育
伊萨贝尔·多斯桑托斯是安哥拉总统若泽·爱德华多·多斯桑托斯和他在阿塞拜疆的第一任妻子的大女儿。她出生于苏联阿塞拜疆苏维埃社会主义共和国巴库。
她曾在伦敦国王学院学习电气工程。在那里，她结识了来自刚果民主共和国的Sindika Dokolo，两人于2002年12月在罗安达结婚。婚礼花费约400万美元，包括从比利时飞来的合唱团以及两架包机从法国空运食品。约800名宾客参加了婚礼，其中一半是双方的亲戚，还邀请了一些非洲国家的总统。伴郎是前安哥拉石油部长Desidério Costa 。

## 商业活动
2007年，葡萄牙日报Público将伊萨贝尔·多斯桑托斯描述成“好商人，非常有活力和聪明、专业、友好”（good businesswoman, very dynamic and intelligent, who’s also professional and friendly）。
在1997年，24岁的她创办了她的第一个公司Miami Beach Club，这是罗安达岛最早的夜总会和海滩餐馆之一。20世纪90年代初，她开始在罗安达担任Urbana 2000项目经理兼工程师，这是一家Jembas集团的子公司并赢得城市清洁消毒合同。在近20年时间里，她不断扩大投资并拥有大量资产，部分资产在安哥拉但多数在国外。她在一些著名公司拥有重大投资，尤其在葡萄牙。